# Leucauge moheliensis
Leucauge moheliensis là một loài nhện trong họ Tetragnathidae.
Loài này thuộc chi Leucauge. Leucauge moheliensis được miêu tả năm 1993 bởi Schmidt & Krause.